# علي بن صالح باي
علي بن صالح باي هو باي قسنطينة وحاكم بايلك الشرق ضمن أيالة الجزائر في العهد العثماني. امتد حكمه بين سنتي 1710 و1713 ليخلفه فيما بعد عليان باي.